# أوغريش.كوم
أُوغْرِيشْ.كُومْ (بالإنجليزية: Ogrish.com)‏ كان موقعًا على الإنترنت يُقدّم تغطيةً إخباريةً غير خاضعة للرقابة حيثُ كان ينشرُ وسائط تحتوي على «عنفٍ» حصل خلال الحروب والحوادث وعمليات الإعدام وما إلى ذلك. نُشرت كل تلك «المحتويات العنيفة» على الموقع كوسيلةٍ لتحدّي المُشاهد؛ حيثُ كان شعارُ الموقع الرسميّ هو «هل يُمكنك التعامل مع الحياة؟» وغُيّر لاحقًا إلى «الكشفِ عن الواقع» بعد أن أُعيد تصميم الموقع بالكامل بهدفِ أن يُصبح أكثر انفتاحًا على الجمهور ويُقدّم خدمة أخبار بديلة محترمة. منذ بداية تشرين الثاني/نوفمبر 2006؛ لم يعد موقع أُوغْرِيشْ.كُومْ موقعًا مُستقلًا حيثُ أصبح رابط الموقع يُحوّل الزائر تلقائيًا إلى موقع لايف ليك الذي افتُتحَ في تشرين الأول/أكتوبر من نفسِ العام ويُقدّم نفس الخدمة تقريبًا حيثُ يستضيفُ هو الآخر صور ومقاطع فيديو عنيفة.

## التاريخ
استضافَ الموقعُ العديد من مقاطع الفيديو التي تُصوّر «أحداثًا دمويّة» أو بالأحرى «أحداثًا عنية» وذلك دون إذنٍ من عائلات الأشخاص الذين قد يظهرون في تلك المقاطع. عرّض هذا الأمر الموقع للكثيرِ من الانتقادات؛ كما خلقَ جدلًا واسعًا في الأوساطِ المهتمّة بشأنِ حقوق الأشخاص المُصوَّرين وطبيعة الصور ومقاطع الفيديو المُستضَافَة على الموقع. زادت شهرة الموقع عام 2002 حينما عرضَ صورًا وفيديوهات لهجمات الحادي عشر من أيلول/سبتمبر؛ كما تعرّض عام 2004 لعددٍ من محاولات الاختراق والتهكير من قِبل قراصنة كوريين بعد أن نشرَ فيديو إعدام كيم صن إل.
بحلولِ آب/أغسطس 2005 طلبت مجموعة مُراقبة الإنترنت الرسمية الألمانية من الجهات المُختصّة حظر آي بي الموقع في ألمانيا وهو ما حصل كما تأثر بعضُ المستخدمين في هولندا وفرنسا وبولندا وإيطاليا وسويسرا من هذا الحظر. برّرت مجموعة مُراقبة الإنترنت الرسمية الألمانية موقفها هذا بالقولِ إنَّ الموقع قد انتهك عددًا التشريعات الألمانية التي تتطلّبُ من المواقع الإلكترونية التحقّق من عمر زوارها قبل منحهم حقّ الوصول إلى «محتوى البالغين».
في أوائل عام 2006؛ غيّر مُلَّاك الموقع من تصميمهِ وسرعة تجاوبه حيثُ أصبحَ أكثر سهولة من ذي قبل؛ كما غيّر الموقع في 27 كانون الثاني/يناير 2006 في عددٍ من الأقسام وصار أكثر «تشددًا» فيما يخصُّ الإهانات العرقية التي كانت منتشرة فيه؛ وقدَّم في نيسان/أبريل 2006 خدمة التدوين الصوتي كما أضافَ قسمًا جديدًا في المنتدى يسمحُ للأعضاءِ بالانضمام إليه من أجل مشاهدة المزيد من صور ومقاطع الفيديو العنيفة.